# Agapénor
Dans la mythologie grecque, Agapénor (en grec ancien Αγαπήνωρ / Agapếnôr), fils d'Ancée et d'Iotis, est roi d'Arcadie.
Selon le pseudo-Apollodore et Hygin, il fait partie des prétendants d'Hélène. Il est cité par Homère dans le Catalogue des vaisseaux : il emmène vers Troie « un grand nombre d'Arcadiens belliqueux », sur 60 nefs qui lui sont données par Agamemnon. Son nom n'apparaît pas ensuite dans les récits de combats, mais il est cité par Quintus de Smyrne parmi les guerriers prenant place dans le cheval de Troie.
Durant les jeux funèbres d'Achille, il s'illustre à une épreuve de saut et reçoit de Thétis l'armure du fils de Poséidon Cycnos qu'Achille avait tué au début de la guerre de Troie. 
Pausanias rapporte le récit de son retour de Troie : la tempête jette les Arcadiens sur l'île de Chypre, où Agapénor fonde la ville de Paphos et dédie un temple à Aphrodite, instaurant le culte de la déesse sur l'île.